# Olena Sytch
Pour les articles homonymes, voir Sych.
Olena Sytch est une joueuse de volley-ball ukrainienne née le 20 février 1988 à Prylouky. Elle mesure 1,92 m et joue au poste d'attaquante. 

## Clubs
| Club                  | De        | À         |
| --------------------- | --------- | --------- |
| Regina Rivne          | 2004-2005 | 2005-2006 |
| VK Severodontchanka   | 2006-2007 | 2011-2012 |
| TED Ankara Kolejliler | oct 2012  | jan 2013  |
| Nantes Volley         | jan 2013  | mai 2013  |
| LiigaEura             | 2013-2014 | 2013-2014 |
| Maltepe Yalıspor      | jan 2014  | mai 2014  |
| Anorthosis Famagouste | 2014-2015 | …         |

## Palmarès
- Championnat d'Ukraine
  - Vainqueur : 2009.
- Coupe d'Ukraine
  - Vainqueur : 2009.